# Kecamatan Losari (distrikt i Indonesien, Jawa Tengah)
Kecamatan Losari är ett distrikt i Indonesien.   Det ligger i provinsen Jawa Tengah, i den västra delen av landet, 230 km öster om huvudstaden Jakarta.